# Reprezentacja Mołdawii na Mistrzostwach Świata w Narciarstwie Klasycznym 2005
Reprezentacja Mołdawii na Mistrzostwach Świata w Narciarstwie Klasycznym 2005 w Oberstdorfie liczyła jedną zawodniczkę. Była nią biegaczka narciarska - Elena Gorohova, która w sprincie kobiet zajęła 64. miejsce.

## Wyniki

### Biegi narciarskie

#### Kobiety
Sprint
- Elena Gorohova - 64. miejsce